# Gare Pointe-Claire
Cet article concerne la gare d'exo. Pour la ville de Pointe-Claire, voir Pointe-Claire.
Ne doit pas être confondu avec Station Fairview–Pointe-Claire.
La gare Pointe-Claire est une gare d'exo située à Pointe-Claire dans l'agglomération de Montréal. Elle dessert les trains de banlieue de la ligne exo 11.

## Correspondances

### Autobus

#### Société de transport de Montréal
| Circuit | Destinations          | Tracé | Horaires |
| ------- | --------------------- | ----- | -------- |
| 203     | Carson                | Tracé | Horaires |
| 211     | Bord-du-Lac           | Tracé | Horaires |
| 411     | EXPRESS Lionel-Groulx | Tracé | Horaires |